# Conflicto fronterizo en Abyei (2022-presente)
Entre febrero de 2022 y abril de 2023, se presentaron enfrentamientos en Abyei, Sudán del Sur, entre milicianos twic dinka y ngok dinka por el control fronterizo entre Abyei y Twic, en Sudán del Sur. El conflicto cesó temporalmente tras un alto al fuego entre los twic dinka y los ngok dinkas en mayo de 2023. En septiembre de 2023, la violencia volvió a estallar entre jóvenes twic dinka y ngok dinka, con varias masacres contra estos últimos.

## Preludio
Abyei está habitada por los ngok dinkas, un subgrupo del pueblo dinka que vive en Sudán del Sur. A inicios del siglo XX, los miseriya llegaron a poblar la zona tras la conquista británica. Después de la independencia de Sudán del Sur en 2011, Abyei quedó como una zona en disputa ya que ninguna de las partes quería renunciar a los ricos yacimientos petrolíferos de la región. En 2012 estalló una breve guerra por el control de la zona, pero se resolvió con la creación de la Fuerza Provisional de Seguridad de las Naciones Unidas para Abyei (UNISFA). Desde 2024, Sudán del Sur mantiene el control de facto sobre la zona.
La mayor parte de la violencia comunal es impulsada por los miseriya y los twic dinka contra los ngok dinka. Debido a las disputas territoriales entre los nómadas miseriyas y los agricultores ngok, sumado al cambio climático que agrava las estaciones secas, los miseriya han invadido tierras de los ngok dinka en los últimos años. Los miseriya son también el único grupo que durante el referéndum de 2013 se opuso al control sursudanés de Abyei.

## Conflicto

### Ataques iniciales
Los ataques iniciaron el 10 de febrero de 2022, después de que combatientes twic dinka atacaran a un grupo de administradores de Abyei que inspeccionaban tierras en la frontera entre Abyei y Twic. Los topográfos estaban en el mercado de Aneet cuando fueron atacados por los militantes twic, enviados por los recaudadores de impuestos. Cuando se envió a la UNISFA para calmar las tensiones, cuatro personas habían sido asesinadas. Doce personas más resultaron heridas en el ataque. El número de fallecidos aumentó posteriormente a 27 muertos y 26 heridos, según el asesor de seguridad de Abyei, Kiluk Kon.
El 6 de marzo, más de 50 000 refugiados habían huido hacia Abyei debido a los ataques en Twic y a un ataque en Mading-thon y Kuol Bol efectuado por miseriya. Entre marzo y abril se produjeron ataques en Nong, Lu y Kolom. El ataque en Nong causó siete muertes; en Lu, cinco muertos y un herido; y en Kon, cuatro muertos. En Lu también fueron robadas alrededor de 2 000 cabezas de ganado. Se afirmó que en los ataques en Kon los perpetradores llevaban el uniforme de las Fuerzas Armadas Sudanesas.
En mayo de 2022, las Fuerzas Armadas intervinieron en la zona. El presidente de Sudán del Sur, Salva Kiir, también anunció la creación de un panel para evaluar y aliviar la ola de violencia. En mayo también se dio inicio en Entebbe,Uganda, conversaciones de paz entre los líderes tribales ngok dinka y miseriya, mediadas por la Organización de Empoderamiento Comunitario para el Progreso (CEPO), una organización de ayuda de Sudán del Sur.

### Intensificación del conflicto fronterizo twic dinka-ngok dinka
Dando comienzo en junio de 2022, e intensificándose entre septiembre y octubre, los enfrentamientos entre los ngok dinka y los twic dinka se produjeron en la frontera entre Abyei y Twic. Las FF. AA. intervinieron por segunda vez, y una negociación mediada por la CEPO dio como resultado un tratado de paz entre los twic y los ngok dinka. Sin embargo, los enfrentamientos estallaron nuevamente en diciembre de 2022 en la aldea de Wou Chien, en la frontera entre Abyei y Twic. 
En enero de 2023, unos 200 twic dinka y bul nuer, liderados por el excomandante del SPLM, Stephen Buay Rolnyang, coordinaron un ataque en contra de la aldea de Rumamier, en Abyei, asesinando a trece civiles y trabajadores humanitarios e hiriendo a otros cuatro. La UNISFA intervino, pero el pueblo había sido incendiado. Una semana después del atentado, tres personas fueron asesinadas y dos resultaron heridas por combatientes ngok dinka en Twic. El 27 de enero, los enfrentamientos entre los bul nuer y los ngok dinka provocaron la muerte de varias docenas de civiles y el robo de cientos de cabezas de ganado en las aldeas de Tong Liet, Makoac-Madou y Makeibum. Debido al auge de la violencia, el administrador jefe de Abyei, Kuol Deim Kuol, dimitió después de las protestas. No obstante, Kuol afirmó que los funcionarios de Warrap y Abyei estaban detrás de la violencia. El nuevo administrador, Chol Deng Alaak, prometió establecer la paz.
El 28 de febrero, la UNISFA denunció la movilización de tropas sudsudanesas hacia Abyei. El 6 de abril se firmó en Wau un segundo tratado de paz entre los twic dinka y los ngok dinka. No obstante, el sultán ngok dinka, Belbek Kuol Deng, declaró que los ataques de los miseriya todavía continuaban en contra de las comunidades ngok dinka. Al estallar la tercera guerra civil sudanesa el 15 de abril, aumentaron las tensiones entre los twic, los miseriya y los ngok dinka, pero no se informó de ningún ataque. El 9 de abril, once personas fueron asesinadas en una emboscada en Akol Matnyang, condado de Rumamer, por el Movimiento Popular de Sudán del Sur de Rolnyang.

### Guerra en Sudán y alto al fuego
Las Naciones Unidas retrasaron el despliegue de más tropas de la UNISFA en Abyei en mayo de 2023, tras el estallido de la guerra en Sudán. La ONU también expresó su preocupación respecto a que la guerra pudiera revertir el alto al fuego acordado en Abyei y reiniciar las hostilidades. Fuerzas sudanesas y sudsudanesas fueron desplegadas en la zona después de la guerra, violando la desmilitarización acordada en el alto al fuego. Un informe interno de Sudán del Sur afirmó que los mediadores neutrales de los enfrentamientos de 2022 y 2023 se alinearon con bandos y que un mediador neutral del conflicto no debería ser de Bahr el Ghazal.
Cinco personas fueron asesinadas y otras seis resultaron heridas en la zona de Hafir El Sillik, Abyei, el 22 de mayo. El sultán ngok dinka Deng declaró que los miseriya no tuvieron participación en el ataque. Otras fuentes afirmaron que una milicia afiliada a las fuerzas sudsudanesas llamada Titabai fue la perpetradora. Ese mismo día, el batallón ghanés de la UNISFA sufrió el saqueo de su equipaje en el trayecto a Abyei. Cuatro twic dinka y un civil abyeí fueron asesinados en un intento fallido de robo de ganado por parte de los twic dinka el 21 de junio.

### Segunda oleada de enfrentamientos
El 23 de septiembre de 2023, los twic dinka atacaron un mercado en Athony, pero no hubo víctimas. El 27 de septiembre se produjo un segundo asalto en Manyiel Rou, en la que robaron seis reses y asesinaron a su dueño. Ese mismo día, un conductor en Buol Kech fue asesinado. El 30 de septiembre, más bandidos atacaron Nyinkuec, asesinando a catorce personas e hiriendo a otras catorce. Las autoridades de Twic negaron la existencia del ataque. Las autoridades de Abyei impusieron un toque de queda en respuesta al ataque en Nyinkuec. Jóvenes twic atacaron Athony nuevamente el 4 de octubre, asesinando a cuatro civiles abyeíes y a un combatiente twic. Otros tres civiles resultaron heridos. Según funcionarios abyeíes, el ataque twic no tenía el fin de robar ganado sino el de ocupar el poblado. Aunque las fuerzas sudsudanesas ejercían el control de la zona tras el ataque, el temor de una posible represalia era inminente.
El 25 de octubre, jóvenes y combatientes ngok dinka deUnidad lanzaron un ataque de represalia en Buombil, Twic, matando a dos soldados sudsudaneses y a tres niños. Otras cinco personas también resultaron heridas. La situación se tranquilizó tras el ataque en Buombil y no se reportaron ataques durante casi un mes.
El 19 de noviembre de 2023, combatientes ngok dinka atacaron una base sudsudanesa en Ayouk, asesinando a ocho soldados y once de sus familiares. Cuatro de los atacantes murieron. Funcionarios twiquenses afirmaron que el ataque tuvo lugar en Twic y que treinta y cinco soldados y civiles murieron durante el ataque. El sultán Kuol Deng afirmó que el ataque a Ayouk fue instigado por jóvenes twic y soldados sudsudaneses, quienes inicialmente atacaron a ngok dinka en preparación para un ataque en Abyei.
Las fuerzas sudsudanesas bajo el mando del general Akuei Ajou, que sobrevivió a la incursión en Ayouk, atacaron a civiles en los condados de Rumamer y Alal el 19 de noviembre. Los twic y el Ejército sudsudanés atacaron las aldeas de Angot, Wincuei y Nyiel, asesinando a un casco azul ghanés y a otros seis combatientes. Las autoridades de Abyei también acusaron a la milicia de Gai Machiek, llamada Titweng, de cooperar con las fuerzas sudsudanesas y los twic. Veintisiete personas murieron en el primer ataque en Mayot, y el segundo ataque en Maluel Aleu fue repelido por la UNISFA, que combatió en contra las FF. AA. sudsudanesas y Titweng. Veinte personas resultaron heridas en los ataques y cinco murieron en Maluel Aleu. Ajou negó la participación del Ejército sudsudanés
durante las redadas y pidió la paz entre los twic y los ngok dinka. La UNISFA también informó que no hubo muertos entre los cascos azules. El saldo de los ataques ascendió a cuarenta y siete civiles muertos y treinta y cuatro heridos, siendo las aldeas afectadas Ayuok, Athony, Malual Aleu, Ka-dhian, Nyiel, Angot Wuncuei y Wunpeeth, según la Organización de la Sociedad Civil de Abyei.
El 23 de noviembre, la UNISFA solicitó una investigación respecto las muertes ocurridas en la incursión en Ayouk y en los ataques del 19 de noviembre, afirmando que setenta y cinco personas murieron durante estos últimos. El 27 de noviembre estallaron protestas en varias ciudades de Abyei, denunciando la falta de protección por parte de la UNISFA y exigiendo la retirada de las tropas sudanesas y sudsudanesas.
El 3 de diciembre las hostilidades entre los twic dinka y los ngok dinka estallaron nuevamente en Athony y otras aldeas fronterizas, asesinando a seis personas e hiriendo a otras treinta y cinco. Se informó que los ataques fueron iniciados por incursiones twic. El 14 de diciembre, una persona fue asesinada y otras cuatro resultaron heridas en ataques fronterizos, en los que tanto las autoridades abyeíes como twiquenses se atribuyeron mutuamente la culpa. El 20 de diciembre un ataque similar tuvo lugar en la frontera, con las autoridades de Abyei atribuyéndose la muerte de seis twic. El 31 de diciembre, el administrador adjunto de Abyei, Noon Deng, fue asesinado junto con otras cinco personas en Rummamer por hombres armados no identificados. La UNISFA condenó el asesinato de Noon Deng.
El 2 de enero de 2024, estallaron combates entre la 3.ª División de las FF. AA. sudsudanesas, comandadas por Ajou junto con la milicia de Gal Machiek, en contra de las fuerzas sudsudanesas dirigidas por el general Kuel Garang, asesinando a cinco personas e hiriendo a varios más. Los ataques fronterizos siguieron durante enero de 2024, principalmente con secuestros y robos de ganado. Los ataques eran poco comunes.

#### Campaña de Gai Machiek
El 27 de enero de 2024, los twic dinka atacaron las aldeas fronterizas de Nyinhuac, Majbong y Ka-dhian, asesinando a más de cincuenta y tres personas e hirieron a más de sesenta y cuatro. El ataque fue repelido por la UNISFA, que perdió dos combatientes. Los perpetradores del ataque también estaban vinculados con Gai Machiek. Entre el 3 y el 4 de febrero, la milicia de Machiek lanzó ataques contra los condados de Mijak, Aleel y Rummamer. El primer ataque ocurrió a las 10:30 en Rummamer, donde una persona fue asesinada y otra resultó herida. Alrededor de las 15:00 se produjeron otros ataques en Mijak, donde catorce personas murieron cuando sus casas fueron incendiadas. Otro ataque ocurrió en Aleel, provocando la muerte de cuatro civiles, y uno más en Machbong, donde un mercado fue incendiado. Diecinueve personas murieron y dieciocho resultaron heridas en los ataques del 3 de febrero. Al día siguiente se produjeron otros ataques en los que dieciocho personas fueron asesinadas y 1 000 cabezas de ganado robadas por los twic dinka y los militantes de Machiek.

## Reacciones
En mayo de 2023, las Naciones Unidas hicieron un llamado a la paz en la región. La UNISFA también celebró el alto al fuego establecido en abril de 2023.
Países
- China, en mayo de 2023, expreso preocupación por una posible continuación del conflicto en Abyei causada por la guerra en Sudán.[53]
- France hizo un llamado a la paz en mayo de 2023.[51]

Organizaciones supranacionales
- En mayo de 2023, las Naciones Unidas también expresaron preocupación por una posible continuación del conflicto en Abyei desencadenada por la guerra en Sudán.[20]